# Ulyses Petit de Murat
Ulyses Petit de Murat (Buenos Aires, 28 gennaio 1907 – Buenos Aires, 19 agosto 1983) è stato un poeta, giornalista, drammaturgo e sceneggiatore argentino.
Figlio di Ulises Petit de Murat e Fedra Regúnaga, il suo primo nome era in origine Ulises, trasformato in Ulyses, durante i suoi inizi letterari, per evitare, secondo quanto da lui scritto, di legare il suo lungo nome a "hijo" (figlio) per differenziarsi da suo padre . Le sue sceneggiature sono state ampiamente utilizzate nel cinema argentino.

## Biografia

### Inizi
Ulyses Petit de Murat completò i suoi studi secondari presso il Colegio Nacional de San Isidro, nella provincia di Buenos Aires, ed iniziò poi gli studi di giurisprudenza, interrotti per dedicarsi alla letteratura e al giornalismo. Dopo aver contribuito assiduamente alle riviste La Nación, El Hogar, El Sol e alle principali riviste d'avanguardia, tornò al quotidiano Crítica  dove fu responsabile della sezione musicale. Diresse poi, con Jorge Luis Borges, il supplemento letterario lanciato dal giornale per competere con i suoi concorrenti La Nación e La Prensa.

### Opere letterarie
Nel 1926, la rivista Martín Fierro fu la prima a pubblicare le sue poesie. Seguirono le pubblicazioni di Conmemoraciones (1929), Rostros (1931), Las Islas (grazie alla quale l'autore ottenne nel 1935 il Premio municipale di poesia della città di Buenos Aires) e Marea de lágrimas (1937).
Partecipò al gruppo letterario Martín Fierro, movimento letterario d'avanguardia a cui appartenevano importanti personaggi della letteratura argentina, come Macedonio Fernández, Jorge Luis Borges, Oliverio Girondo ed Eduardo Mallea.
Sviluppò in versi liberi i temi dell'amore, della morte e del mistero, ma sempre attraverso fatti biografici  .
Dovette trascorrere due anni in un sanatorio a causa della tubercolosi, e da questa esperienza trasse ispirazione per il suo romanzo El balcón hacia la muerte per il quale vinse il Premio Nazionale di Letteratura per gli anni dal 1942 al 1944.
Jorge Luis Borges, Adolfo Bioy Casares e Silvina Ocampo inserirono la sua poesia Espléndida marca de las lágrimas (letteralmente, "splendido segno di lacrime") tra le prime cinque della letteratura argentina quando pubblicarono un'antologia di poesia contemporanea.

### Traduzioni
Con Jorge Luis Borges, tradusse dall'inglese allo spagnolo Where the Cross Is Made (Donde la cruz está hecha, "dove si fa la croce"), un'opera teatrale in un atto di Eugene O'Neill. Tradusse anche L'amante di Lady Chatterley (El amante de Lady Chatterley, di DH Lawrence, così come, dal francese, Fleurs du mal ( Las flores del mal - I fiori del male), di Charles Baudelaire.

### Teatro
Scrisse le commedie La novia de arena (1945, in collaborazione con Homero Manzi), Yrigoyen (in collaborazione con César Tiempo) e Un espejo para la santa (in collaborazione con Tulio Demichelli).

### Tango
Come parte del progetto Ben Molar, 16 para el tango, scrisse il testo del tango Bailate un tango, Ricardo, musicato da Juan D'Arienzo. Si tratta di un episodio mitico della storia del tango, quando questo ballo fu presentato all'alta società parigina da giovani e ricchi argentini che viaggiavano in quella città. Ha anche scritto la milonga Yo soy Graciela oscura, su musiche di Astor Piazzolla, per il film Extraña ternura (1964).

## Cinema
Fu anche uno sceneggiatore cinematografico e, assieme a Homero Manzi, scrisse la sceneggiatura del film La guerra gaucha tratta dal romanzo di Leopoldo Lugones.